# Aulonemia goyazensis
Aulonemia goyazensis är en gräsart som först beskrevs av Eduard Hackel, och fick sitt nu gällande namn av Mcclure. Aulonemia goyazensis ingår i släktet Aulonemia och familjen gräs. Inga underarter finns listade i Catalogue of Life.